# Деринкују подземни град
Деринкују подземни град (енгл. Derinkuyu) је подземни град који се налази у граду Деринкују у вилајету Невшехир у Турској. Био је довољно велико склониште за око 20000 људи, заједно са њиховом стоком. Ово је највећи откопани подземни град у Турској и један је од неколико подземних комплекса у Кападокији. За посетиоце је отворен 1969. и до сада је око пола подземног града доступно туристима.

## Карактеристике
Подземни град се највероватније затварао великим каменим вратима. Сваки је спрат био одвојен. У граду је могло живети око 20000 људи. Имали су складишне просторије за храну.